# Oksana Hətəmxanova
Oksana Hətəmxanova (ukr. Оксана Гатамханова, Oksana Hatamhanowa; ur. 29 czerwca 1990 w Nowym Bohu) – azerska pływaczka ukraińskiego pochodzenia, dwukrotna uczestniczka igrzysk olimpijskich.

## Wyniki olimpijskie
Na podstawie

### IO 2008
- 100 m żabką – 46. miejsce (6. w swoim biegu eliminacyjnym, nie przeszła dalej), czas 1:20,22[2]

### IO 2012
- 100 m żabką – 44. miejsce[3] (4. w swoim biegu eliminacyjnym, nie przeszła dalej[4]), czas 1:25,52[3][5][6]